# Duel dans la forêt
Pour plus de détails, voir Fiche technique et Distribution.
Duel dans la forêt (Red Skies of Montana) est un film américain réalisé par Joseph M. Newman et sorti en 1952.

## Fiche technique
- Titre : Duel dans la forêt
- Titre original : Red Skies of Montana
- Réalisation : Joseph M. Newman
- Scénario : Harry Kleiner, d'après Art Cohn
- Musique : Sol Kaplan
- Direction artistique : Chester Gore Lyle Wheeler
- Décors : Thomas Little Bruce MacDonald
- Costumes : Edward Stevenson
- Photographie : Charles G. Clarke
- Son : Roger Heman
- Montage : William Reynolds
- Production : Samuel G. Engel
- Société(s) de production : Twentieth Century Fox
- Pays de production :  États-Unis
- Langue originale : anglais
- Format : couleur
- Genre : action
- Durée : 99 minutes
- Dates de sortie :
  - États-Unis : 23 janvier 1952
  - Royaume-Uni : 7 avril 1952
- Classification (facult.)

## Distribution
- Richard Widmark : Cliff Mason
- Constance Smith : Peg Mason
- Jeffrey Hunter : Edward J. Miller
- Richard Boone : Richard Dryer
- Warren Stevens : Steve Burgess
- James Griffith : Boise Peterson
- Charles Bronson : Neff